# Brassens ... à la lettre
Brassens ... à la lettre est une étude biographique sous forme de dictionnaire sur le chanteur Georges Brassens écrite par Chloé Radiguet.

## Introduction
Il s'agit d'un ouvrage sous forme de dictionnaire, de A comme Accordéon à Z comme Zizanie où l'on découvre l'homme Brassens avec son univers musical, ses amis et ses amours, ses ambivalences concernant les femmes et la religion... Toute une foule de détails sur sa vie et son comportement avec ses amis, les nombreux personnages qui l'ont marqué ou qui ont traversé son existence.
Grand admirateur de Brassens, Georges Moustaki y dénote « richesse de l'anecdote, confidences insolites, citations éloquentes, tout ce qui rend Brassens si attachant, si familier, si surprenant. »

## Présentation et synthèse
Il s’agit d’une sorte de dictionnaire amoureux, un « Brassens de A (comme Accordéon) à Z (comme Zizanie) » où défilent son univers, sa vie, ses amours, ses faiblesses, ses passions, sa vénération pour la musique et la littérature, ses doutes et ses antipathies, son art, sa philosophie, ses amitiés, les secrets et l’historique de ses chansons, les détails et les grandes lignes de son itinéraire, la face cachée et les facettes lumineuses de l’artiste, les pérégrinations de l’homme, les savoureuses digressions, la galerie de portraits des fidèles et des courtisans. 
Car il y a d’innombrables Brassens en Brassens, mille personnages qui composent son personnage... 
Chloé Radiguet les a approchés méticuleusement, avec humour, lucidité, impartialité, avec tendresse et admiration. Il y a, dans cet ouvrage, un pied de nez à l’hagiographie laudative et barbante, en lui préférant la richesse de l’anecdote, les confidences insolites, les citations éloquentes ; tout ce qui rend Brassens si attachant, si familier, si surprenant.
Extrait de la préface de Georges Moustaki